# Hermann Tafel

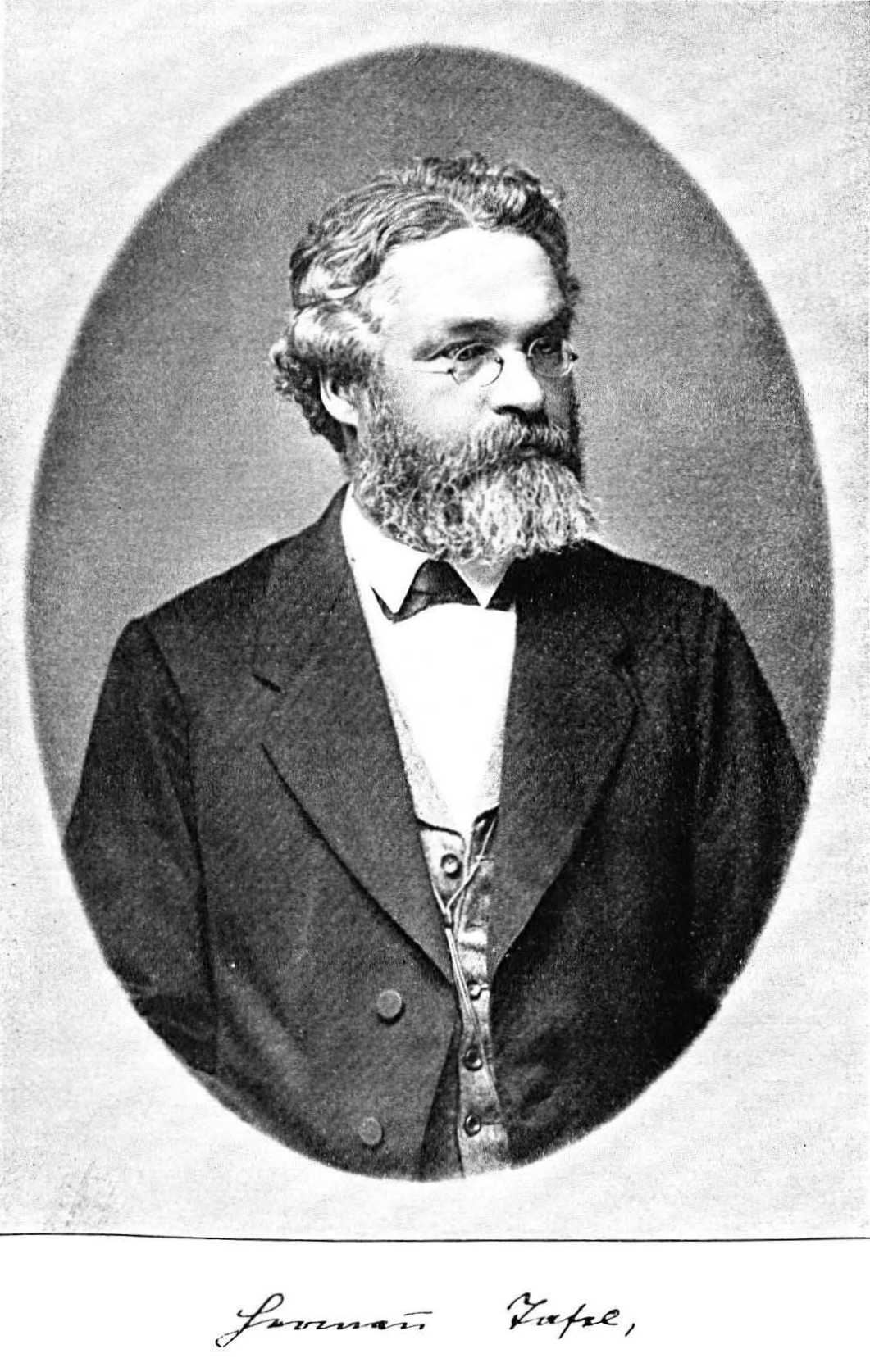
Hermann Tafel.

Hermann Rudolf Tafel (* 19. Februar 1833 in Stuttgart; † 26. Januar 1909 ebenda) war ein deutscher Jurist und Politiker sowie Abgeordneter der Zweiten Kammer der Württembergischen Landstände.

## Leben
Tafel wurde als Sohn von Gottlob Tafel und Neffe von Johann Friedrich Karl Leonhard Tafel, Johann Friedrich Immanuel Tafel geboren und studierte nach dem Besuch des Eberhard-Ludwigs-Gymnasiums Stuttgart und seinem Abitur am Karls-Gymnasium Stuttgart Rechtswissenschaften in Tübingen und Heidelberg. Während seines Studiums wurde er 1851, wie sein Vater und sein Onkel, Mitglied der Burschenschaft Germania Tübingen. Nach seinem Abschluss arbeitete er als Rechtsanwalt in Stuttgart. 1869 wurde er Rechtsrat. Als Mitglied der Volkspartei wurde er 1878 Obmann des Bürgerausschusses der Stadt Stuttgart und gehörte 1879–1885 dem Gemeinderat der Stadt Stuttgart an. 1883 wurde er Direktor des Württembergischen Kreditvereins, dem er bis 1907 vorstand. 1884–1889 war er für die Stadt Stuttgart Abgeordneter der Zweiten Kammer der Württembergischen Landstände, wo er Mitglied der Legitimationskommission, der Sportel- und Gemeindesteuerkommission sowie der Verstärkten Staatsrechtlichen Kommission wurde.